# Damien Duff
Damien Anthony Duff (sinh ngày 2 tháng 3 năm 1979) là cựu cầu thủ bóng đá người Ireland hiện đã giải nghệ. Anh thường chơi ở vị trí tiền vệ chạy cánh.

## Danh hiệu
Blackburn Rovers
- Football League Cup: 2001–02[2]

Chelsea
- Premier League: 2004–05, 2005–06[3]
- Football League Cup: 2004–05[2]
- FA Community Shield: 2005[4]

Newcastle United
- UEFA Intertoto Cup: 2006[5]

Fulham
- UEFA Europa League á quân: 2009–10

Cộng hòa Ireland
- Nations Cup: 2011[6]